# Крона дерева

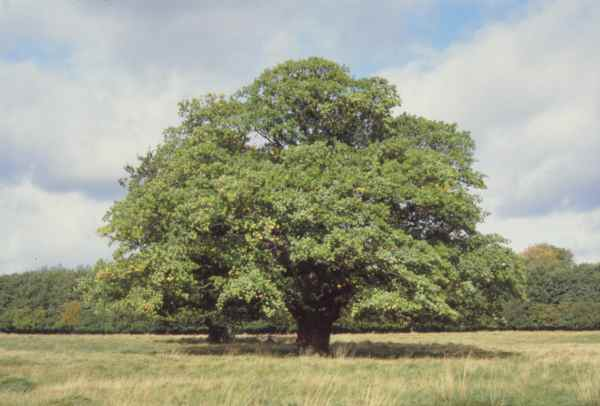
Верховіття дуба

Деревна́ кро́на, рідше коро́на, також верхові́ття, — сукупність гілок і листя у верхній частині рослини, що продовжує стовбур від першого розгалуження до верхівки дерева або чагарника зі всіма бічними відгалуженнями та листям.
Розрізняють такі риси, як форма крони — від колоноподібної (тополя) до розкидистої (дуб), так і її щільність — від щільної до рідкої, ажурної.

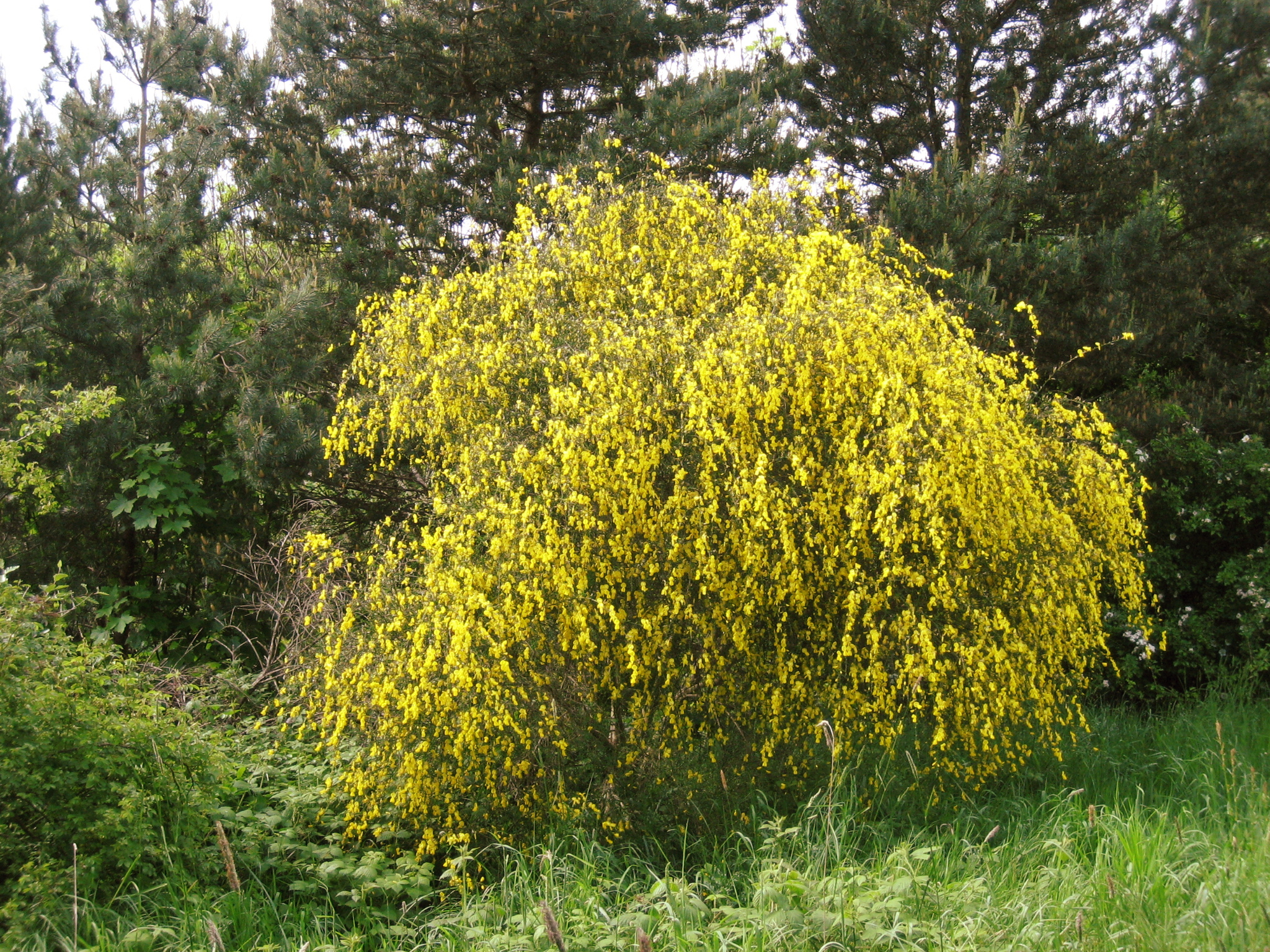
Крона чагарника — куща рокитника звичайного

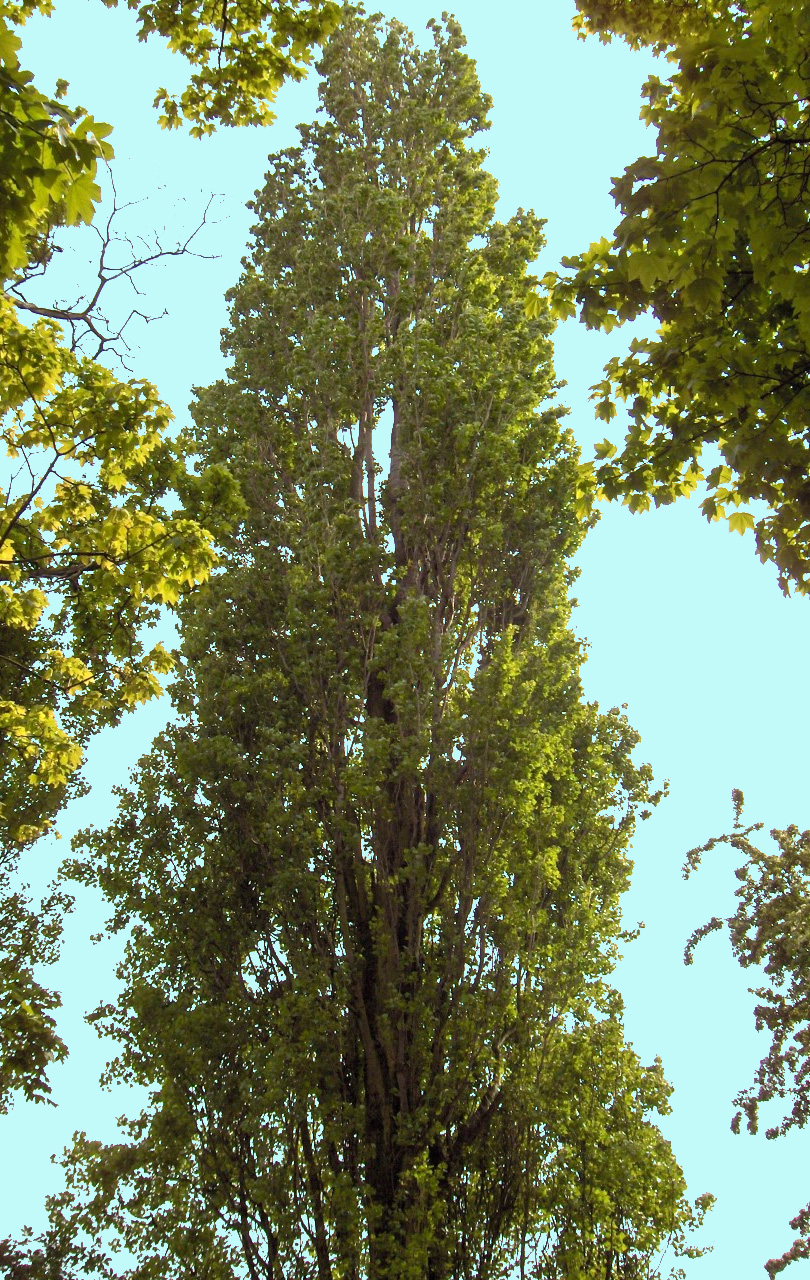
Крона дерева — тополі

Оскільки під дією світла в листі завдяки фотосинтезу відбувається синтез необхідних речовин, у дерева утворюється крона, яка дозволяє найкращим чином отримувати необхідне для розвитку світло та протистояти вітру. Дерева з міцною деревиною часто відрощують ширшу та щільнішу крону, а з ламкою — ажурну.
Складаючи садову композицію з дерев і чагарників, багато звертають увагу лише на загальні габарити рослини, колір її листя, оздобність квітів і плодів, та не осягають можливості, які можуть відкрити перед ландшафтним дизайнером різноманітні форми верховіття. Так, звичайна і колоноподібна яблуні не надто схожі, тому в садовій композиції вони грають різні ролі.
Серед безлічі садових крон, як природних, так і утворюваних за допомогою обрізки, можна виділити такі основні групи:
- пірамідальні (конусоподібні)
- колоноподібні (вертикальні)
- округлі (кулясті, овальні, подушкоподібні, яйцеподібні)
- плакучі (з пониклим гіллям)
- розпростерті (витягнуті поземно)
- розлогі (пейзажні, без чіткої форми)

У природному лісовому насадженні сукупність крон складає намет лісу.